# Training Season
«Training Season» es una canción de la cantante albanobritánica Dua Lipa. Fue lanzada el 15 de febrero de 2024 a través de Warner Records, como el segundo sencillo de su tercer álbum de estudio, Radical Optimism. Lipa estrenó la canción en la 66.ª edición de los premios Grammy antes de su lanzamiento, y posteriormente lo presentó en los Brit Awards 2024 y la Gala Time 100. La incluyó en la lista de canciones de su gira de conciertos 2024-2025, el Radical Optimism Tour, y lo repitió en festivales, incluido el Festival de Glastonbury en 2024.
Los críticos musicales creyeron que «Training Season» tenía potencial comercial y compararon su producción con otros sencillos del álbum. La canción debutó en el número cuatro en el Reino Unido, en el número veintisiete en el Billboard Hot 100 y el número seis en la lista Billboard Global 200. Alcanzó el número uno en la Comunidad de Estados Independientes, Turquía, Letonia y Lituania, también alcanzó el top 10 en varios países, incluidos Bélgica, Bulgaria, Croacia, Grecia, Irlanda, Líbano, Luxemburgo y Nueva Zelanda, recibiendo certificaciones de platino en Australia, Canadá, Italia, Polonia y Portugal. 
Vincent Haycock dirigió el vídeo musical de "Training Season", que muestra a Lipa escuchando mensajes de voz de exparejas en un café, mientras los hombres que la rodean intentan captar su atención.

## Antecedentes
A principios de 2023, Lipa anunció que su próximo tercer álbum de estudio se lanzaría en algún momento de 2024 con un nuevo sonido que se aleja de la música disco de Future Nostalgia (2020) y se acerca más a la música psicodélica de la década de 1970. Después de haber eliminado todas sus publicaciones de Instagram en octubre de 2023, Lipa publicó una foto de ella con cabello rojo con la descripción «miss me?» [«¿me extrañaron?»]. Después del sencillo «Houdini» (2023), Lipa lanzó «Training Season» como segundo sencillo de su próximo álbum el 15 de febrero de 2024.
La cantante previamente adelantó el título de la canción a través de una imagen que compartió en Instagram, usando un suéter con la descripción «Training Season» durante un ensayo. El 24 de enero de 2024, Lipa compartió un fragmento instrumental de la canción a través de WhatsApp. Anunció el sencillo al día siguiente a través de sus redes sociales. La canción fue escrita por Lipa, junto con Caroline Ailin, Danny L Harle, Tobias Jesso Jr., Kevin Parker, Martina Sorbara, Nick Gale, Shaun Frank, Steve Francis Richard Mastroianni y Yaakov Gruzman; y producida por este Harle y Parker.
El 25 de enero, Lipa compartió un clip de «Training Season» en TikTok. Su letra, que ella concibió después de tener citas mediocres, trata sobre cómo denuncia a pretendientes poco impresionantes. El clip presentaba a Lipa cantando la letra a un ritmo fuerte: «I need someone to hold me close, deeper than I've ever known / Whose love feels like a rodeo, knows just how to take control» [«Necesito a alguien que me abrace más profundamente de lo que jamás he conocido / Cuyo amor se sienta como un rodeo, sepa cómo tomar el control»]. Ella explicó el doble significado de la letra, afirmando que se trata tanto de informar a los hombres que ya no los entrenará sobre cómo tratarla como de completar su propio crecimiento personal.

## Composición
La canción dura 3 minutos y 29 segundos de duración. Kevin Parker produjo y programó la canción y se encargó de la ingeniería junto con Cameron Gower Poole. Parker tocó el bajo, la batería, la guitarra, los teclados, la percusión y proporcionaba efectos de sonido; Danny L. Harle proporcionó la programación de batería; y Caroline Ailin y Poole proporcionaron la producción vocal. Fue grabada en el 5DB Studios en Londres, Woodshed Recording en Malibú, California y en el estudio casero de Parker en Los Ángeles. Parker, Ailin y Jesso Jr. hicieron los coros. Josh Gudwin mezcló la canción y Chris Gehringer la masterizó en Sterling Sound en la ciudad de Nueva York.
"Training Season" es una canción disco-pop con influencias del eurodisco y pop.
 La canción emplea un gancho, ritmo disco y síncopas de guitarra.
"Training Season" incluye armonías de grupos de chicas y un pulso en la pista de baile. Mary Siroky de Consequence creía que el sonido disco-pop de la canción se mantenía con el de "Houdini" y Future Nostalgia, mientras que Lucas Martins de Beats Per Minute pensaba que era "una mejor representación de la paleta sonora de sintetizadores, líneas de bajo orgánicas y florituras de guitarra [de Radical Optimism] ". Algunos aspectos recibieron comparaciones con el trabajo de ABBA: su línea de piano con "Dancing Queen" (1976), la melodía con influencia del medio oriente de "Gimme! Gimme! Gimme! (A Man After Midnight)" (1979) y "Voulez-Vous" (1979), y su solidez en "Lay All Your Love on Me" (1981).
La letra de "Training Season" trata sobre las exigencias de Lipa a sus parejas románticas mientras reprende las malas citas y subraya su autoestima, destacando la importancia de los límites y los ideales en las relaciones. En el primer verso, Lipa expresa su escepticismo sobre una posible pareja y considera no continuar con la relación. Anhela a alguien que pueda brindarle apoyo emocional, estar al mando cuando Lipa se sienta vulnerable y con quien pueda tener conversaciones significativas. Lipa pregunta a una persona si puede cumplir con estos requisitos porque ya no quiere tener que guiar a la gente sobre cómo amarla correctamente: "La temporada de entrenamiento ha terminado". En el segundo verso, adopta un tono molesto y recuerda cómo, inmerecidamente, intentó ser positiva con respecto a sus parejas anteriores, con la esperanza de que un mejor pretendiente "me golpee como una flecha". Lipa pregunta al posible socio sobre su compromiso en el puente, si él mismo tomaría la iniciativa o si alguien tendría que incitarlo a actuar. Siroky creía que su tema de confianza en uno mismo se parecía al sencillo de Lipa de 2017 "New Rules".

## Recepción crítica
Tras su lanzamiento, los críticos musicales se mostraron positivos sobre «Training Season» y opinaron que tenía potencial comercial. Jason Lipshutz de Billboard incluyó la canción en la Friday Music Guide de la revista, que predice la música que ganará popularidad en las listas de reproducción, y Pitchfork la puso en su lista de reproducción selectas.  Alex González de Uproxx lo llamó un "bop animado" que potencialmente podría convertirse en "el himno femenino del verano de 2024", y Steffanee Wang de Nylon creía que era uno de los mejores sencillos de Lipa en mucho tiempo. Junto con los otros dos sencillos de Radical Optimism, Igor Bannikov de PopMatters describió «Training Season» como "los éxitos con mayor tamaño de estadio" del álbum. Lipshutz pensó que la canción mostraba sus habilidades más poderosas y que las personas que disfrutaran de su sencillo "Physical" de 2020 se convertirían en fans de ella. Angie Martoccio de Rolling Stone la describió como una de las interpretaciones vocales más fuertes de Lipa.
Los críticos comentaron sobre "Training Season" y los demás sencillos en el contexto del resto de Radical Optimism, creían que las canciones tenían una producción pegadiza y amigable para los clubes, que formó la canción del álbum más adecuada para fiestas. Lisa Wright de DIY creía que los sencillos constituían el segmento más asertivo y "fuera de horario" de Radical Optimism, que por lo demás se centraba en experiencias románticas turbulentas, y Steven J. Horowitz de Variety pensó que mejoraban la calidad fugaz y de bienestar del álbum. Joe Muggs de The Arts Desk elogió la composición y creía que los sencillos sonaban como el otro material de Lipa. Al escribir para Pitchfork, Laura Snapes creía que la canción había desordenado la producción y que podría necesitar más espacio para respirar, algo que describió como típico del trabajo de Parker.
Jem Aswad de Variety comparó «Training Season» con el trabajo de ABBA y describió su instrumental como un «poderoso ritmo disco», y además escribió que la melodía de la canción «se desvía hacia escalas del medio oriente». Mary Siroky de Consequence escribió que el sonido disco pop de la canción recuerda a «Houdini», mientras que sus «letras enfocadas y seguras de sí mismas» recuerdan a su sencillo de 2017, «New Rules». También ha sido descrita como una «pista de baile basada en una serie de malas citas". Aimee Phillips de Clash pensó que los ritmos eran más profundos, más estratificados y sensuales, mientras que las letras tenían una mayor intención, reforzando la personalidad de estrella del pop audaz y segura de sí misma que Lipa había encarnado constantemente.

### Listas de fin de año
| Medio          | Lista                             | Puesto | Ref.   |
| -------------- | --------------------------------- | ------ | ------ |
| NME            | Las 50 mejores canciones de 2024  | 42     | [ 38 ] |
| Rolling Stone  | Las 100 mejores canciones de 2024 | 79     | [ 39 ] |
| Slant Magazine | Las 50 mejores canciones de 2024  | 31     | [ 40 ] |

## Videoclip
Vincent Haycock dirigió el video musical de «Training Season», que fue lanzada junto con la canción. En el video, Lipa toma un café en una cafetería, preocupada escuchando varios mensajes de voz de exparejas disculpándose y pidiendo una segunda oportunidad. Ella permanece impávida y se da cuenta de que todos los hombres que la rodean están tratando de impresionar y captar su atención. Lipa comienza a pensar en lo que busca en un pretendiente. Ella se mantiene reservada mientras comienzan a girar y la habitación se vuelve desordenada. Tras su lanzamiento, el vídeo recibió más de un millón de visitas dentro de las primeras 12 horas de disponibilidad. Sophia Vilensky, de Marie Claire, elogió el cabello de Lipa como "un rojo informal iluminado por el sol que luce más natural que nunca".

## Presentaciones en vivo
Lipa interpretó «Training Season» en vivo por primera vez en la 66.ª edición de los Premios Grammy el 4 de febrero de 2024, antes de su lanzamiento oficial. El 2 de marzo, inauguró la ceremonia de los premios Brit con una interpretación de la canción.

## Posicionamiento en listas

### Listas semanales
| Listas (2024)                               | Mejor posición |
| ------------------------------------------- | -------------- |
| Argentina (Argentina Hot 100)               | 52             |
| Australia (ARIA)                            | 12             |
| Alemania (Official German Charts)           | 25             |
| Austria (Ö3 Austria Top 40)                 | 23             |
| Bélgica (Ultratop 50 Flandes)               | 7              |
| Bélgica (Ultratop 50 Valonia)               | 9              |
| Brasil (Brasil Hot 100)                     | 61             |
| Bulgaria (PROPHON)                          | 7              |
| Canadá (Canadian Hot 100)                   | 11             |
| Canadá (Canada AC)                          | 19             |
| Canadá (Canada CHR/Top 40)                  | 21             |
| Canadá (Canada Hot AC)                      | 19             |
| CEI (TopHit)                                | 1              |
| Chile (Monitor Latino)                      | 12             |
| Corea del Sur (Circle BGM)                  | 38             |
| Corea del Sur (Circle Download)             | 54             |
| Croacia (HRT)                               | 3              |
| Dinamarca (Tracklisten)                     | 21             |
| El Salvador (Monitor Latino)                | 19             |
| Eslovaquia (Rádio Top 100)                  | 25             |
| Eslovaquia (Singles Digitál Top 100)        | 12             |
| España (PROMUSICAE)                         | 32             |
| Estados Unidos (Billboard Hot 100)          | 27             |
| Estados Unidos (Adult Top 40)               | 17             |
| Estados Unidos (Hot Dance/Electronic Songs) | 2              |
| Estados Unidos (Mainstream Top 40)          | 17             |
| Finlandia (Suomen virallinen lista)         | 40             |
| Francia (SNEP)                              | 35             |
| Global (Billboard Global 200)               | 6              |
| Grecia (IFPI)                               | 2              |
| Hungría (Single Top 40)                     | 21             |
| Irlanda (IRMA)                              | 6              |
| Islandia (Plötutíðindi)                     | 35             |
| Italia (FIMI)                               | 51             |
| Japón (Billboard Japan Hot Overseas)        | 4              |
| Letonia (Radio Top 20)                      | 1              |
| Líbano (Lebanese Top 20)                    | 4              |
| Lituania (AGATA)                            | 12             |
| Luxemburgo (Billboard)                      | 10             |
| Nigeria (TurnTable Top 100)                 | 44             |
| Noruega (VG-lista)                          | 14             |
| Nueva Zelanda (Recorded Music NZ)           | 10             |
| Países Bajos (Dutch Top 40)                 | 13             |
| Países Bajos (Single Top 100)               | 20             |
| Panamá (Monitor Latino)                     | 4              |
| Paraguay (Monitor Latino)                   | 8              |
| Polonia (Polish Airplay Top 100)            | 6              |
| Polonia (Polish Streaming Top 100)          | 19             |
| Portugal (AFP)                              | 21             |
| Reino Unido (OCC)                           | 4              |
| República Checa (Singles Digitál Top 100)   | 29             |
| Rusia (TopHit)                              | 1              |
| Singapur (RIAS)                             | 20             |
| Suecia (Sverigetopplistan)                  | 15             |
| Suiza (Schweizer Hitparade)                 | 15             |
| Ucrania (TopHit)                            | 44             |
| Venezuela (Venezuela Anglo)                 | 6              |

### Listas mensuales
| Listas (2024)    | Mejor posición |
| ---------------- | -------------- |
| Paraguay (SGP)   | 91             |
| Rusia (TopHit)   | 3              |
| Ucrania (TopHit) | 64             |

## Historial de lanzamiento
| Región         | Fecha                 | Formato                    | Versión                                  | Discográfica   | Ref.    |
| -------------- | --------------------- | -------------------------- | ---------------------------------------- | -------------- | ------- |
| Varios         | 15 de febrero de 2024 | Descarga digital streaming | Original extendida instrumental acapella | Warner Records | [ 1 ]   |
| Italia         | 16 de febrero de 2024 | Airplay                    | Original                                 | Warner Records | [ 107 ] |
| Estados Unidos | 16 de febrero de 2024 | Casete CD disco de vinilo  | Original instrumental [ a ]              | Warner Records | [ 108 ] |
| Europa         | 16 de febrero de 2024 | Casete CD disco de vinilo  | Original instrumental [ a ]              | Warner Records | [ 109 ] |
| Reino Unido    | 16 de febrero de 2024 | Casete CD disco de vinilo  | Original instrumental [ a ]              | Warner Records | [ 110 ] |
| Australia      | Febrero de 2024       | Casete CD disco de vinilo  | Original instrumental [ a ]              | Warner Records | [ 111 ] |
| Estados Unidos | 20 de febrero de 2024 | Contemporary hit radio     | Original                                 | Warner Records | [ 112 ] |
| Varios         | 4 de marzo de 2024    | Descarga digital streaming | Live at the Brit Awards 2024             | Warner Records | [ 113 ] |
| Reino Unido    | 4 de marzo de 2024    | Paquete con CD y casete    | Original                                 | Warner Records | [ 114 ] |
| Varios         | 15 de marzo de 2024   | Descarga digital streaming | London Sessions                          | Warner Records | [ 115 ] |
| Varios         | 22 de marzo de 2024   | Descarga digital streaming | Acústica                                 | Warner Records | [ 116 ] |
| Varios         | 29 de marzo de 2024   | Descarga digital streaming | Chloé Caillet Mix                        | Warner Records | [ 117 ] |

## Créditos y personal
Los créditos están adaptados de las notas de Radical Optimism.
- Kevin Parker – coros, compositor, productor, ingeniero de audio, programación, bajo, batería, guitarra, teclados, percusión, efectos de sonido
- Dua Lipa – voz, compositor
- Danny L Harle – compositor, productor adicional, programación de batería
- Caroline Ailin – coros, compositora, productora vocal
- Tobias Jesso Jr. – coros, compositor
- Nicholas Gale – compositor
- Martina Sorbara – compositora
- Shaun Frank – compositor
- Yaakov Gruzman – compositor
- Steve Francis Richard Mastroianni - compositor
- Cameron Gower Poole – productor vocal, ingeniero
- Chris Gehringer – masterización
- Josh Gudwin – mezcla